# Bitwa pod Herdonią (210 p.n.e.)
Bitwa pod Herdonią – starcie zbrojne w ramach II wojny punickiej w roku 210 p.n.e.

## Bitwa
Po nielicznych mniejszych potyczkach pomiędzy Rzymianami a Kartagińczykami stoczonych w roku 211 p.n.e., w roku następnym doszło do większego starcia pod Herdonią (obecnie Ordona, rejon Fogii). Bitwa zakończyła się zwycięstwem Hannibala. Straty Rzymian wyniosły 8000 żołnierzy, a śmierć poniósł m.in. dowodzący tym wojskiem prokonsul Gnejusz Fulwiusz Centumalus. Pomimo tego zwycięstwa Kartagińczykom nie udało się zdobyć obozu Rzymian. Klęska pod Herdonią nie osłabiła armii rzymskiej, która w roku następnym opanowała Tarent.
Po swoim najeździe na południowe Włochy w 217 r. p.n.e. Hannibal pokonał wojska rzymskie w bitwie pod Kannami (216 r. p.n.e.). Zwycięstwo to przyniosło mu wielu nowych sojuszników, którzy zbuntowali się przeciwko Rzymowi. Jednym z tych sprzymierzeńców było miasto Herdonia w północnej Apulii. Już w 212 roku p.n.e. miało tam miejsce starcie Hannibala z Rzymianami. Pierwsza bitwa pod Herdonią zakończyła się niemal całkowitym unicestwieniem wojsk dowodzonych przez pretora Gnejusza Fulwiusza Flaccusa. W 211 r. p.n.e. zakończyło się trwające wiele lat oblężenie Kapui, największego miasta, które po Kannach stanęło po stronie Hannibala. Klęska Kapui odwróciła nastroje wśród wielu jego sojuszników i pozycja Hannibala zaczęła słabnąć. W Apulii przeciwko Hannibalowi stanęły dwie armie. Pierwsza pod dowództwem konsula Marka Klaudiusza Marcellusa. Drugą  dowodził prokonsul Gnejusz Fulwiusz Centumalus. Łącznie były to cztery legiony rzymskie oraz kontyngent sojuszniczy podobnej wielkości. Marcellus zdobył miasto Salapia i zniszczył tamtejszy garnizon Kartaginy. Po tym niepowodzeniu Hannibal wycofał się, a Marcellus przeniósł się do Samnium i zdobył jeszcze dwa miasta, które służyły jako bazy Kartaginy w tym regionie. W międzyczasie Hannibal powrócił do północnej Apulii i zdołał zaskoczyć Centumalusa, gdy ten oblegał Herdonię. Pomimo przewagi liczebnej Kartaginy, prokonsul przyjął bitwę. Ustawił swoją armię w dwóch liniach bojowych i starł się z piechotą kartagińską. Hannibal poczekał, aż Rzymianie i ich sojusznicy będą związani bitwą i wysłał swoją numidyjską kawalerię, aby ich otoczyła. Część Numidyjczyków zaatakowała obóz rzymski, a pozostali napadli na tylny linię wojsk Rzymian i rozproszyli ją. To samo stało się z Rzymianami walczącymi na pierwszej linii. Centumalus, jedenastu (z dwunastu) trybunów wojskowych i 8 tysięcy żołnierzy zginęło. Reszta poszła w rozsypkę, a część uciekła do Marcellusa w Samnium.
Istnieją kontrowersje wśród współczesnych historyków wynikające z narracji Tytusa Liwiusza, którego relacja jest głównym źródłem informacji o tym wydarzeniu. Zgodnie z nim zostały opisane dwie bitwy rozgrywające się na przestrzeni dwóch lat (w 212 p.n.e. i 210 p.n.e.) w tym samym miejscu (Herdonia) pomiędzy Hannibalem i rzymskimi dowódcami o podobnych imionach (Gn. Fulvius Flaccus i Gn. Fulvius Centumalus). Niektórzy uważają, że w rzeczywistości wydarzyła się tylko jedna bitwa, ale nie ma konsensu w tej sprawie między naukowcami.